# 布袋 (大字)
布袋，原稱布袋嘴，是臺灣嘉義縣布袋鎮的一個傳統地域名稱，也是全鎮行政中心所在地，位於該鎮中部略偏西南。相較於今日行政區，其範圍大致包括興中里不含東半部及北部西側凸出部分、岑海里本島部分東南端、九龍里、岱江里東大半部、光復里不含西北端及東南端、新岑里西北半部。

## 歷史
臺灣日治初期，布袋地區為一（舊制）街庄，稱為「布袋嘴庄」，隸屬於大坵田西堡。該庄昔日北隔溪流及陸地與內田庄為界，東及東南與前東港庄為鄰，西南邊及西邊隔鹽水溪（今溪墘大排水，但下游已改道）與新塭庄沙洲為界。
1901年（日治明治三十四年）11月11日，全臺廢縣廳改設二十廳，該庄隸屬於嘉義廳。1904年（明治三十七年）2月20日，該庄編入「布袋嘴區」，隸屬於嘉義廳。同年4月1日，布袋嘴區改劃入鹽水港廳。1909年（明治四十二年）10月，合併二十廳為十二廳，布袋嘴區改回隸屬於嘉義廳。1920年（大正九年），全臺地方制度大改正，廢十二廳改設五州二廳，該庄改制並簡化為「布袋」大字，隸屬於臺南州東石郡布袋庄（新制街庄）。
戰後布袋庄改制為布袋鄉，隸屬於臺南縣，大字亦改制為村。1948年，布袋鄉改制為布袋鎮，村亦改制為里。1950年10月，雲、嘉、南分治，布袋鎮改隸屬嘉義縣。

## 聚落
本地區發展較早的聚落有布袋嘴、半路店、罟罾藔（已消失）等，在日治期初期的官方地圖上已有記載。此外，本地區尚有東安庄聚落。

## 交通
省道台17線又稱「西部濱海公路」，是臺中市清水區甲南至屏東縣枋寮鄉水底寮的幹道，經過本地區東北部邊界地帶的東安庄聚落及及東部邊界地帶。由該道向北微東可前往東石鄉、雲林縣口湖鄉西部、四湖鄉西部、臺西鄉等地；向南可前往臺南市北門區、將軍區、七股區、安南區等地。
省道台61線又稱「西部濱海快速公路」，目前通車路段北起新北市八里區臺北港，南至臺南市七股區九塊厝，經過本地區西部，並在布袋聚落西南郊「布袋連絡道」交會處設有「布袋二交流道」。本地區可經由省道台17線暨縣道172線、布袋連絡道、布袋二交流道進入省道台61線，由此可快速前往台灣西部沿海各地。
縣道161號是朴子市𧃽菜埔至布袋鎮新岑的道路。
縣道172號是布袋鎮布袋市區至中埔鄉澐水的道路。
鄉道嘉29線是大寮至過路仔的道路。

## 公務機構
- 布袋鎮公所（位於內田地區境內，緊臨本地區邊界）
- 布袋分局